# Nunation
Nunation ist der Name für zwei unterschiedliche sprachliche Phänomene im Arabischen bzw. Hebräischen.

## Nunation im Arabischen
Die arabische Hochsprache kennt zwei Sätze von Nominalendungen: -u (Nominativ), -i (Genitiv), -a (Akkusativ) für Nomina im bestimmten Status (determiniert durch Artikel oder Status constructus, d. h. Genitivverbindung) und -un (Nominativ), -in (Genitiv), -an (Akkusativ) für (triptotische) Nomina im unbestimmten Status. Die Setzung dieses zusätzlichen „n“s an unbestimmten Nomina wird als Nunation bezeichnet. Der Name, wie auch die arabische Bezeichnung tanwīn / تنوين, kommt vom Buchstaben Nūn (ن).
Beispiel:
- al-bābu – die Tür (bestimmt)
- bābun – eine Tür (unbestimmt)

| Symbol          | ـٌ   | ـٍ   | ـً   |
| Transliteration | -un | -in | -an |

In allen modernen arabischen Dialekten sind die Kasusendungen und damit auch die Nunation verschwunden. In einzelnen Dialekten, die in der Tihama im Jemen gesprochen werden, dient sie ohne Bezeichnung des Kasus als Zeichen der Indetermination. In der gesprochenen arabischen Hochsprache ist die Verwendung von Kasusendungen optional und gilt als Zeichen besonders korrekter Aussprache.
In geschriebenem Arabisch wird die Nunation nicht mit Nūn, dem gewöhnlichen Zeichen für „N“, geschrieben, sondern nur in wenigen Texten, wie etwa dem Koran, durch später eingeführte über oder unter den Rasm gesetzte Zusatzzeichen: -an / ـً, -un / ـٌ und -in / ـٍ.

## Nunation im Hebräischen
Im (Alt)hebräischen wird der Buchstabe Nun an Verbformen gehängt. Dies hat jedoch keine grammatikalische Bedeutung, sondern dient dem Wohlklang.